# Croissy-sur-Seine
Croissy-sur-Seine is een Franse gemeente in het departement Yvelines. De gemeente telde 10.580 inwoners op 1 januari 2022. Croissy-sur-Seine ligt in de agglomeratie van Parijs.

## Geografie
Croissy-sur-Seine ligt aan de rechteroever van de Seine, in de binnenbocht van de Boucle de Montesson, een grote meander in de Seine.
De onderstaande kaart toont de ligging van Croissy-sur-Seine met de belangrijkste infrastructuur en aangrenzende gemeenten.

## Demografie
Onderstaande figuur toont het verloop van het inwonertal, bron: INSEE-tellingen. 

## Overleden
- Mathurin Jacques Brisson 1723-1806, zoöloog en natuurfilosoof
- Émile Augier 1820-1889, toneelschrijver
- Adolphe Kégresse 1879-1943, ingenieur